# Instituto Nacional de Astrofísica, Óptica y Electrónica
El Instituto Nacional de Astrofísica, Óptica y Electrónica (INAOE) es un centro de investigación público perteneciente al Consejo Nacional de Humanidades, Ciencia y Tecnología (CONAHCYT). Esta  ubicado en la junta auxiliar de Tonantzintla, municipio de San Andrés Cholula, en el estado de Puebla. Además, es un centro de educación superior con programas de calidad certificada en maestría y doctorado en astrofísica, óptica, electrónica, ciencias computacionales, ciencia y tecnología del espacio, y ciencias y tecnologías biomédicas.

## Historia
.

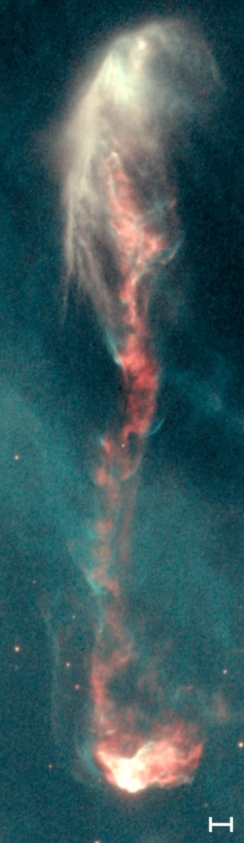
Objeto Herbig-Haro HH47. Estos objetos fueron estudiados, por separado, en el observatorio de Tonantzintla por Guillermo Haro y también por George Herbig

El Instituto Nacional de Astrofísica, Óptica y Electrónica (INAOE) fue creado por decreto presidencial el 11 de noviembre de 1971 como un organismo descentralizado, de interés público, con personalidad jurídica y patrimonio propios, ubicado en Tonantzintla, Puebla, México, con los siguientes objetivos:
- Preparar investigadores, profesores especializados, expertos profesionales y técnicos en astrofísica, óptica, electrónica y ciencias de la computación.
- Procurar la solución e innovación de problemas científicos y tecnológicos relacionados con las citadas disciplinas.
- Generar nuevo conocimiento a base de teorías y prácticas que se han desarrollado durante la historia.
- Orientar sus actividades de investigación y docencia hacia la superación de las condiciones y resolución de los problemas de México en el mapa global.[cita requerida]

Con este decreto se le otorgó al INAOE la facultad de impartir cursos y otorgar grados de maestría y doctorado en las diversas disciplinas que en él se desarrollan, para satisfacer las necesidades del pueblo mexicano.[cita requerida]
EL INAOE es heredero de una gran tradición científica que data de 1942, cuando Luis Enrique Erro fundó el Observatorio Astrofísico Nacional de Tonantzintla. En aquel entonces, Tonantzintla se escogió como el lugar idóneo para la instalación del Observatorio, el cual cumplía con las exigentes normas de calidad como noches despejadas y en cantidad por año, así como altura geográfica y mínima incidencia luminosa de poblaciones cercanas, ya que en la capital de la República no era posible instalar un observatorio moderno.[cita requerida]
Con la cámara Schmidt de Tonantzintla se inauguró este Observatorio, y se abrieron las puertas a la astronomía moderna en México y América Latina. La importancia del Observatorio Astrofísico de Tonantzintla traspasó las fronteras de México, y se reconoció la labor realizada por astrónomos reconocidos internacionalmente, entre los que figuraron el mismo fundador Luis Enrique Erro; el doctor Guillermo Haro Barraza,el profesor Luis Rivera Terrazas, el doctor Luis Munch y el astrónomo Enrique Chavira, entre otros.
El INAOE posee una colección de alrededor de 15 mil placas astro-fotográficas obtenidas en la Cámara Schmidt de diversas regiones de la bóveda celeste, principalmente de las constelaciones de Orión, el Toro, Cáncer, Gemelos, Escorpio, Sagitario, la Osa Mayor y la Osa Menor, entre otras.[cita requerida]
Con esta cámara se hicieron diversos descubrimientos, el principal de los cuales es el de los objetos Herbig-Haro, considerados como los indicadores del inicio de la formación estelar. También se descubrieron estrellas novas y supernovas, galaxias azules e innumerables estrellas ráfaga, así como el cometa Haro-Chavira, observado en 1954 en la región del Toro.[cita requerida]
Erro fue sustituido en la dirección del observatorio por el doctor Guillermo Haro, bajo cuya dirección se convirtió en uno de los centros más importantes de América Latina por la calidad del trabajo científico que en él se llevaba a cabo. El mismo Haro se dio cuenta de la importancia para el país de la óptica y la electrónica, por lo que en 1971 decidió fundar el INAOE.[cita requerida]
En 1972 se fundó el Departamento de Óptica, y dos años después inició sus actividades el Departamento de Electrónica. Desde su creación, uno de los principales objetivos del INAOE ha sido la preparación de investigadores jóvenes, capaces de identificar y resolver problemas científicos y tecnológicos en astrofísica, óptica, electrónica y áreas afines. En 1972 se iniciaron los estudios de maestría en óptica y en 1974 los de electrónica. En 1984, se inició el programa de doctorado en óptica, y en 1993 los programas de doctorado en electrónica, así como la maestría y doctorado en astrofísica. Finalmente, en agosto de 1998 se inició el programa de maestría y doctorado en ciencias computacionales.[cita requerida]

## Investigación
El INAOE cuenta con cuatro disciplinas de investigación y desarrollo tecnológico: astrofísica, óptica, electrónica y ciencias computacionales.

### Astrofísica

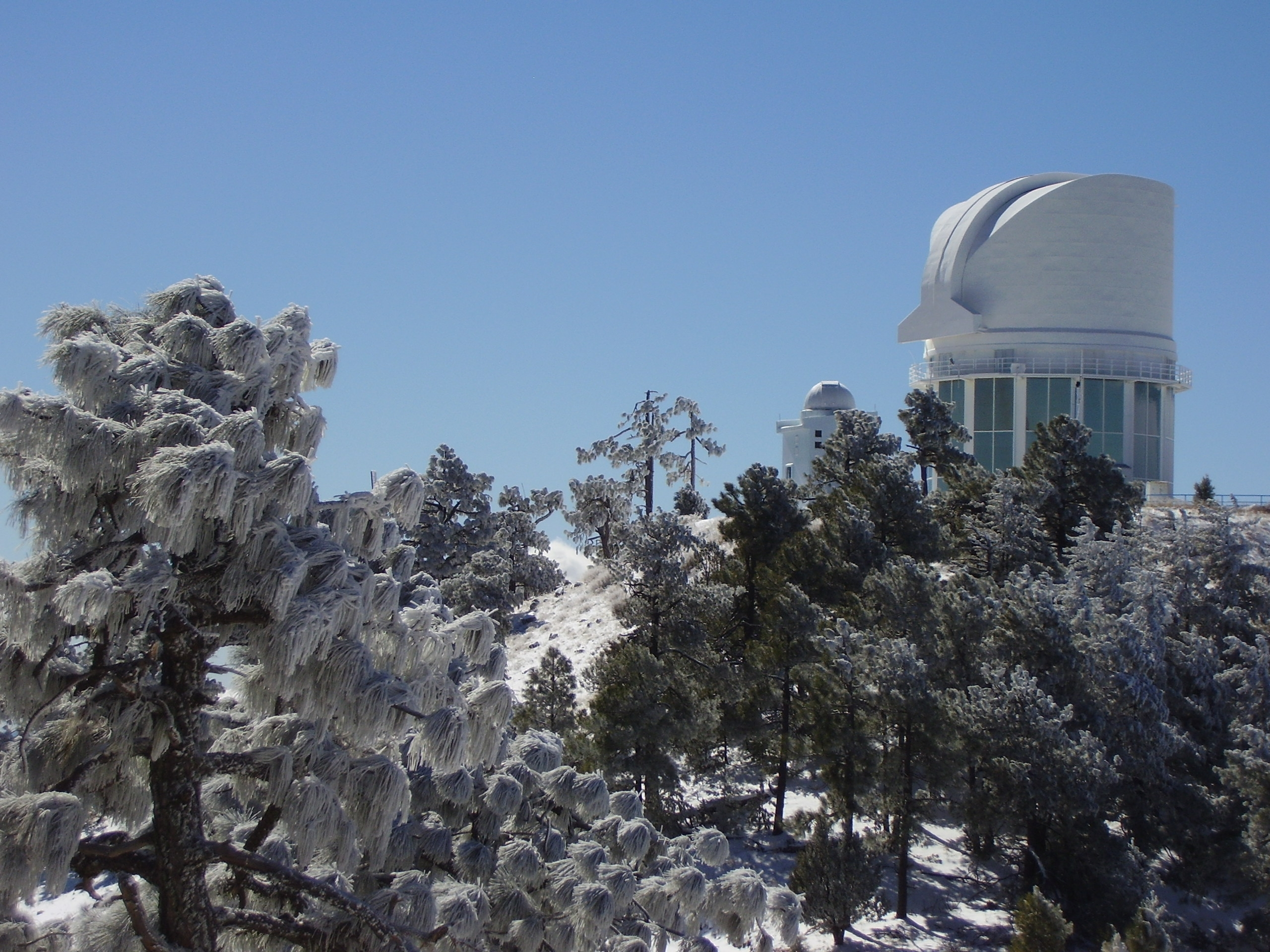
Observatorio Astrofísico Guillermo Haro en Cananea, Sonora, en 2008.

La coordinación de astrofísica cuenta con una planta de 35 investigadores. A principios del 2008, el área de astrofísica contaba con 15 estudiantes de maestría activos y 21 estudiantes de doctorado.[cita requerida]
Las principales áreas de investigación en astrofísica son las siguientes:[cita requerida]
- núcleos activos de galaxias,
- cosmología,
- atmósferas estelares,
- astrofísica de altas energías,
- astronomía milimétrica,
- radioastronomía,
- astronomía extragaláctica,
- medio interestelar,
- instrumentación astronómica,
- astrofísica solar y
- simulaciones de N-cuerpos.

El coordinador del área es el doctor Alberto Carramiñana Alonso.[cita requerida]

### Óptica
Al 2008, la coordinación de óptica contaba con una planta de 34 investigadores. Las principales áreas de investigación en óptica son las siguientes:[cita requerida]
- instrumentación óptica,
- optoelectrónica,
- procesamiento de imágenes,
- óptica cuántica y estadística,
- óptica médica,
- biofotónica y
- difracción y ciencias de la imagen.

El coordinador del área es el doctor Fermín Granados Agustín.

### Electrónica
En el 2008, la coordinación de electrónica contaba con una planta de 26 investigadores. Existían 67 estudiantes de maestría activos y 39 de doctorado.[cita requerida]
Los principales grupos de investigación de la coordinación de electrónica son:[cita requerida]
- sistemas VLSI,
- microelectrónica,
- instrumentación electrónica y
- comunicaciones.

El coordinador del Departamento de Electrónica es el doctor Arturo Sarmiento Reyes.

### Ciencias computacionales
Ciencias Computacionales es la coordinación en el INAOE de más reciente creación. A finales de 1997 se desarrollaron y aprobaron los programas de maestría y doctorado en ciencias computacionales, los cuales iniciaron en agosto de 1998. En 1999, el Consejo Consultivo Interno del INAOE decidió crear el Programa en Ciencias Computacionales, donde se ubicó a los investigadores en computación. En el 2001 se decidió que el programa pasara a ser Coordinación de Ciencias Computacionales, ante el crecimiento en investigadores y estudiantes del programa. El programa de Doctorado en Ciencias en el Área de Ciencias Computacionales fue reconocido con Competencia Internacional por el Consejo Nacional de Ciencia y Tecnología.
La Coordinación de Ciencias Computacionales cuenta con una planta de 20 investigadores. Tiene 28 estudiantes de maestría activos y 23 de doctorado. Las principales líneas y laboratorios de investigación de esta coordinación son:[cita requerida]
- aprendizaje computacional y reconocimiento de patrones,
- cómputo reconfigurable y de alto rendimiento
- cómputo y procesamiento ubicuo
- procesamiento de bioseñales y computación médica
- tecnologías del lenguaje,
- robótica,
- visión por computadora.

El coordinador del área de ciencias computacionales es el doctor Saúl Eduardo Pomares Hernández.

## Infraestructura

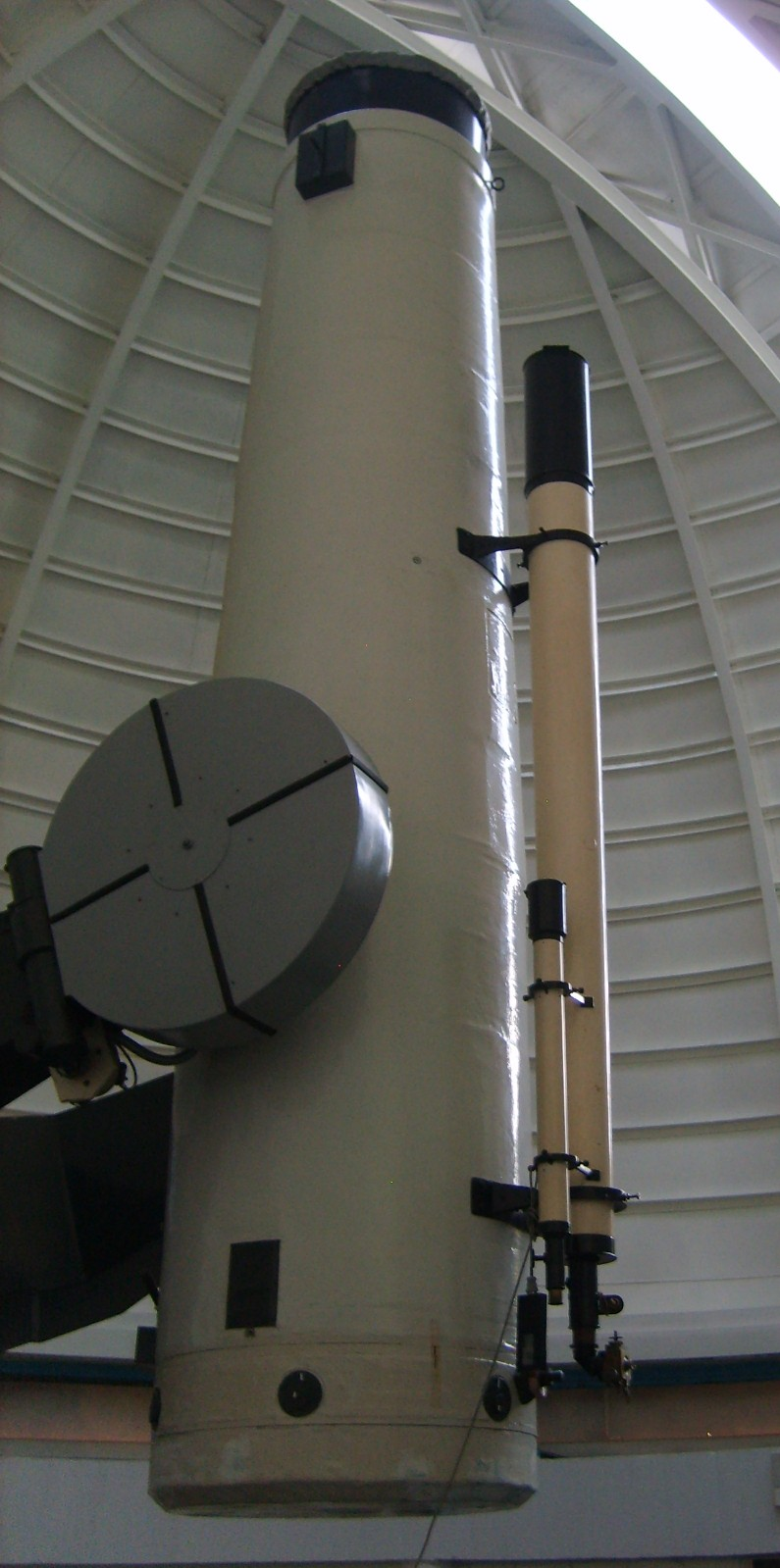
Cámara Schmidt de Tonantzintla, en las instalaciones del INAOE, en 2007.

El INAOE cuenta con una amplia infraestructura dentro de sus instalaciones. Para el área de astrofísica cuenta con un telescopio solar y una cámara Schmidt. Además cuenta con un observatorio astronómico cerca de la ciudad de Cananea, Sonora, conocido como el Observatorio Astrofísico Guillermo Haro. En este último, el instituto posee un telescopio de 2.12 metros de diámetro y uno de 16 pulgadas para medir extinción atmosférica. Por otro lado, posee el Gran Telescopio Milimétrico (GTM) de Atzitzintla (Puebla), inaugurado en el t2006 en el volcán Sierra Negra y construido en conjunto con la Universidad de Massachusetts. A junio del 2008, el GTM se encontraba aún en fase de calibración y se esperaban sus primeras observaciones a finales de ese año.[cita requerida]

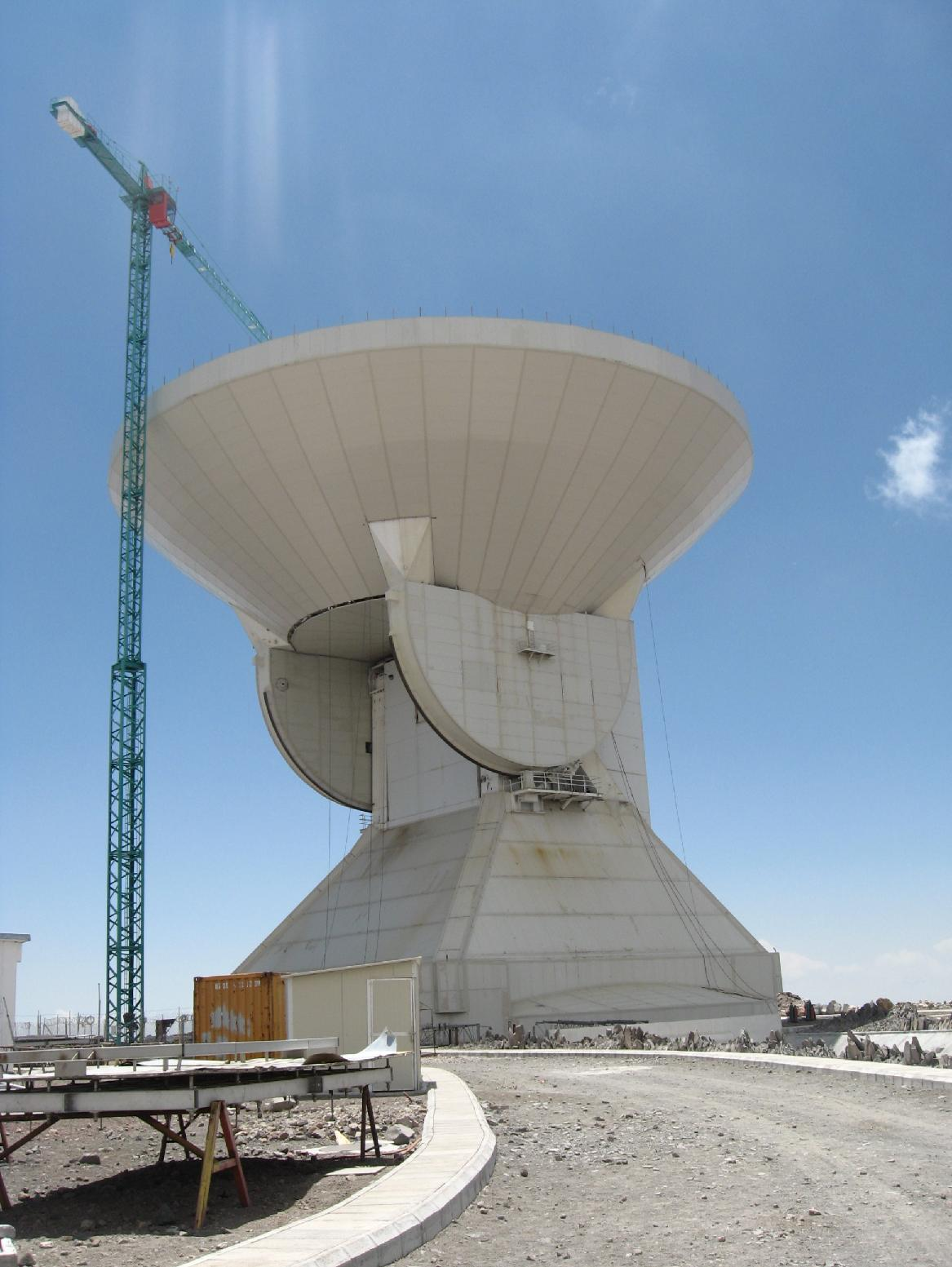
Gran Telescopio Milimétrico "Alfonso Serrano", en 2008.

Para el área de óptica, el instituto cuenta con varios laboratorios, entre los que se encuentran el Laboratorio de Ciencias de la Imagen, el de Fotónica y Óptica no Lineal, el de Procesamiento y Análisis Óptico-digital de Imágenes y Color Digital, el de Colorimetría y Fotometría, el de  Holografía, el de Óptica Difractiva, el de Comunicaciones Ópticas e Instrumentación y el de Metrología.[cita requerida]
Para el área de electrónica, cuenta con el Laboratorio de Manufactura de Circuitos Impresos, así como el Laboratorio de Caracterización de Dispositivos y Circuitos Electrónicos. También se ha estado arreglando el Laboratorio de Microelectrónica, que fue reabierto.[cita requerida]
El área de Ciencias Computacionales cuenta con el Laboratorio de Robótica, el Laboratorio de Tecnologías del Lenguaje y el Laboratorio de Visión por Computadora.[cita requerida]

## Campus
En general, el INAOE cuenta con el Centro de Información Luis Enrique Erro, con una amplia colección de literatura científica. Además, dentro de las instalaciones del instituto se encuentra un laboratorio de superficies esféricas, en donde se construyeron los paneles que cubren la superficie del GTM.[cita requerida]
Hay instalaciones en coordinación con la UNAM, que sirven para facilitar las relaciones públicas con toda la población científica tanto del país como del extranjero.[cita requerida]
Se cuenta con el área de servicios múltiples, comedor, atención, auditorio, y áreas deportivas y recreativas, entre otras.[cita requerida]

## Posgrados
Los posgrados que ofrece el INAOE son:[cita requerida]

### Maestrías
- Maestría en Astrofísica
- Maestría en Óptica
- Maestría en Electrónica
- Maestría en Ciencias Computacionales
- Maestría en Ciencia y Tecnología del Espacio
- Maestría en Ciencias y Tecnologías  Biomédicas
- Maestría en Ciencias y Tecnologías de Seguridad
- Maestría en Enseñanza de Ciencias Exactas

### Doctorados
- Doctorado en Astrofísica
- Doctorado en Óptica
- Doctorado en Electrónica
- Doctorado en Ciencias Computacionales
- Doctorado en Ciencia y Tecnología del Espacio
- Doctorado en Ciencias y Tecnologías Biomédicas

## Organización
La estructura orgánica del INAOE está conformada por:[cita requerida]
- Dirección General
- Dirección de Investigación
- Dirección de Desarrollo Tecnológico
- Dirección de Administración y Finanzas
- Órgano Interno de Control

## Proyectos
El INAOE se ha convertido en una de las instituciones más dinámicas en investigación científica en México, y se trata de participar en proyectos de gran envergadura que a la larga generen experiencia científica dentro del equipo de investigadores y estudiantes. Participa como socio o líder de proyectos en el mundo, en conjunto con otras instituciones del país: la BUAP, la UPAEP, la UTM y la UNAM, entre otras.

### Proyectos en el área de astrofísica
- Gran Telescopio Milimétrico - Líder del Proyecto, teniendo como socio a la Universidad de Massachusetts Amherst.
- SPM Twin Telescopes - Socio del Proyecto, junto con el Instituto de Astronomía de la UNAM, el Instituto Coreano de Astronomía y Ciencias Espaciales y las Universidades de Arizona y Florida.
- GTC - Socio del Proyecto, junto con el Instituto de Astronomía de la UNAM, por parte de México y con el Instituto de Astrofísica de Canarias de España.
- Observatorio de Rayos Gamma HAWC (High Altitude Water Čerenkov) - Socio del Proyecto junto con UNAM, BUAP, CINVESTAV y las Universidades de Guanajuato y Michoacán.

### Proyectos en el área de electrónica
El proyecto más importante de la coordinación de electrónica es la puesta en marcha del Laboratorio Nacional de Nanotecnología (LNN), que ha iniciado con una línea de fabricación de circuitos integrados, donado por Motorola Inc., con un costo aproximado de un millón de dólares.[cita requerida]

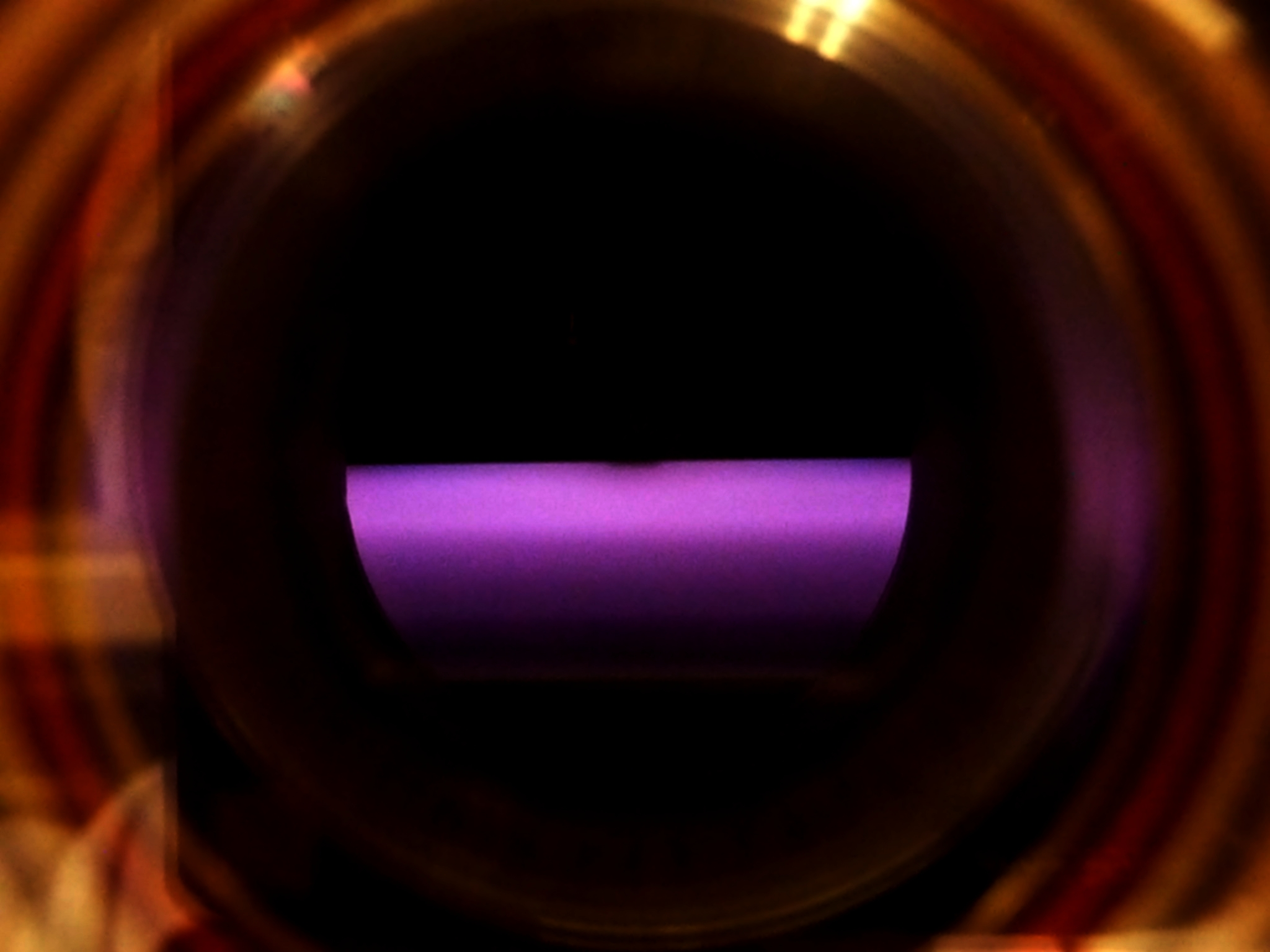
PLASMA PECVD INAOE MÉXICO

Se llevaron a cabo proyectos importantes en relación con la investigación y desarrollo de materiales y celdas solares se llevaron, como:[cita requerida]
Proyecto # 42367, CONACyT, Programa internacional CIAM-2002, investigación en colaboración con Lawrence Livermore National Laboratory, USA, titulado: “Thin film nano-materials based on silicon and germanium: fabrication, characterization and applications”, (2003-2006).[cita requerida]
Proyecto # 48454, CONACyT, INAOE+CINVESTAV, “Investigación de aleaciones semiconductores silicio-germanio obtenidas por plasma y nuevas estructuras para micro-bolómetros no enfriados con implementación y desarrollo de métodos analíticos avanzados basados en SIMS? (2006-2009).[cita requerida]
El proyecto No.152244 / titulado: "Celdas solares fotovoltaicas basadas en películas Ge(x)Si(1-x):H depositadas por plasma sobre sustratos de plástico” 2012-2014 se está llevando a cabo en coordinación con la Secretaría de Energía (Sener) y el Consejo Nacional de Humanidades, Ciencia y Tecnología (Conahcyt). Este proyecto tiene como línea de investigación el estudio de películas delgadas basadas en materiales amorfos depositadas por PECVD a baja temperatura y la fabricación de celdas solares sobre sustratos flexibles. En las primeras etapas del proyecto se adquirió y se puso en funcionamiento una instalación de depósito por PECVD con cámaras múltiples, única en México. El responsable técnico del proyecto es el doctor Andrey Kosarev, investigador en el INAOE.[cita requerida]

### Proyectos en el área de computación
Esta área se encuentra desarrollando múltiples proyectos, entre los que se encuentran:
- Desarrollo de un simulador de vuelo para aviones CASA C-295M (considerado uno de los más sofisticados de la historia de México)
- Desarrollo de una red médica de apoyo al diagnóstico y gestión hospitalaria
- Sistema optoelectrónico de tiro
- Sistema de seguimiento de la confiabilidad del equipamiento de distribución
- Sistema de entrenamiento de misión de los aviones de caza C-212-CE
- Sistema integral para el monitoreo y diagnóstico de líneas de transmisión (SIMOD LT230-400)
- Sistema para el pronóstico de cargas de distribución de energía eléctrica de CFE
- Simulador estratégico-operacional para el juego de la guerra del Centro de Estudios Superiores Navales
- Sistema de anaveaje modular para una unidad de superficie
- Análisis de documentos basado en subestructuras frecuentes
- Algoritmos de marcas de agua robustos para imágenes médicas radiológicas
- Sistema de aproximación de valores futuros en series de tiempo no estacionarias mediante modelos conexionistas recurrentes y análisis multi-resolución
- Un nuevo enfoque de clasificación de textos basado en el consenso de documentos similares
- Aprendizaje por imitación en robots humanoides
- Gramáticas visuales
- Recuperación de información en transcripciones de habla espontánea. Fondo de Investigación para la Educación
- Sistema de bajo costo para la rehabilitación de extremidades superiores después de una enfermedad vascular cerebral
- Identificación automática de leucemia a partir de un análisis morfológico en imágenes de médula ósea